# Estadio de Béisbol de Fukushima Azuma
El Estadio de Béisbol de Fukushima Azuma es un estadio multiusos en Fukushima, Japón. En la actualidad es usado principalmente para partidos de béisbol. Fue inaugurado el 13 de septiembre de 1986 y tiene una capacidad de 30.000 espectadores.
Fue sede de las competiciones de béisbol y sóftbol de los Juegos Olímpicos de 2020.